# アリストテレス
アリストテレス（アリストテレース、古希: Ἀριστοτέλης、古代ギリシア語ラテン翻字: Aristotélēs、羅: Aristotelēs、前384年 - 前322年）は、古代ギリシアの哲学者である。
プラトンの弟子であり、ソクラテス、プラトンとともに、しばしば西洋最大の哲学者の一人とされる。知的探求つまり科学的な探求全般を指した当時の哲学を、倫理学、自然科学を始めとした学問として分類し、それらの体系を築いた業績から「万学の祖」とも呼ばれる。特に動物に関する体系的な研究は古代世界では東西に類を見ない。様々な著書を残し、イスラーム哲学や中世スコラ学、さらには近代哲学・論理学に多大な影響を与えた。また、マケドニア王アレクサンドロス3世（通称アレクサンドロス大王）の家庭教師であったことでも知られる。
アリストテレスは、人間の本性が「知を愛する」ことにあると考えた。古代ギリシャ語及びギリシャ語ではこれを「φιλοσοφία（フィロソフィア）」と呼ぶ。フィロは「愛する」、ソフィアは「知」を意味する。この言葉がヨーロッパの各国の言語で「哲学」を意味する言葉の語源となった。著作集は日本語版で17巻に及ぶが、内訳は形而上学、倫理学、論理学といった哲学関係のほか、政治学、宇宙論、天体学、自然学（物理学）、気象学、博物誌学的なものから分析的なもの、その他、生物学、詩学、演劇学、および現在でいう心理学なども含まれており多岐にわたる。アリストテレスはこれらをすべてフィロソフィアと呼んでいた。アリストテレスのいう「哲学」とは知的欲求を満たす知的行為そのものと、その行為の結果全体であり、現在の学問のほとんどが彼の「哲学」の範疇に含まれている。
名前の由来は古代ギリシア語の「Ἀριστος」（最高の）と「τελος 」（目的）から
。

## 生涯

### 幼少期
紀元前384年、トラキア地方のスタゲイロス（後のスタゲイラ）にて出生。スタゲイロスはカルキディケ半島の小さなギリシア人植民町で、当時マケドニア王国の支配下にあった。父はニコマコスといい、マケドニア王アミュンタス3世の侍医であったという。幼少にして両親を亡くし、義兄プロクセノスを後見人として少年期を過ごす。このため、マケドニアの首都ペラから後見人の居住地である小アジアのアタルネウスに移住したとも推測されているが、明確なことは伝わっていない。

### アカデメイア期
紀元前367年、17-18歳にして、「ギリシアの学校」とペリクレスの謳ったアテナイに上り、そこでプラトン主催の学園、アカデメイアに入門した。修業時代のアリストテレスについては真偽の定かならぬさまざまな話が伝えられているが、一説には、親の遺産を食い潰した挙句、食い扶持のために軍隊に入るも挫折し、除隊後に医師（くすし）として身を立てようとしたがうまく行かず、それでプラトンの門を叩いたのだと言う者もいた。いずれにせよ、かれはそこで勉学に励み、プラトンが死去するまでの20年近い年月、学徒としてアカデメイアの門に留まることになる。アリストテレスは師プラトンから「学校の精神」と評されたとも伝えられ、時には教師として後進を指導することもあったと想像されている。紀元前347年にプラトンが亡くなると、その甥に当たるスペウシッポスが学頭に選ばれる。この時期、アリストテレスは学園を辞してアテナイを去る。アリストテレスが学園を去った理由には諸説あるが、デモステネスらの反マケドニア派が勢いづいていた当時のアテナイは、マケドニアと縁の深い在留外国人にとって困難な情況にあったことも理由のひとつと言われている。その後アカデメイアは、529年に東ローマ帝国皇帝ユスティニアヌス1世（在位 527年 - 565年）によって閉鎖されるまで続いた。
アカデメイアを去ったアリストテレスは、アカデメイア時代の学友で小アジアのアッソスの僭主であるヘルミアスの招きに応じてアッソスの街へ移住し、ここでヘルミアスの姪にあたるピュティアスと結婚した。その後紀元前345年にヘルミアスがペルシア帝国によって捕縛されると難を逃れるためにアッソスの対岸に位置するレスボス島のミュティレネに移住した。ここではアリストテレスは主に生物学の研究に勤しんでいた。

### アレクサンドロス大王とリュケイオン
紀元前342年、42歳頃、マケドニア王フィリッポス2世の招聘により、当時13歳であった王子アレクサンドロス（後のアレクサンドロス大王）の師傅となった。アリストテレスは首都ペラから離れたところにミエザの学園を作り、弁論術、文学、科学、医学、そして哲学を教えた。ミエザの学園にはアレクサンドロスのほかにも貴族階級の子弟が彼の学友として多く学んでおり、のちに彼らはマケドニア王国の中核を担う存在となっていった。
教え子アレクサンドロスが王に即位（紀元前336年）した翌年の紀元前335年、49歳頃、アテナイに戻り、自身の指示によりアテナイ郊外に学園「リュケイオン」を開設した（リュケイオンとは、アテナイ東部郊外の、アポロン・リュケイオスの神域たる土地を指す）。弟子たちとは学園の歩廊（ペリパトス）を逍遥（そぞろ歩き、散歩）しながら議論を交わしたため、かれの学派は逍遥学派（ペリパトス学派）と呼ばれた。このリュケイオンもまた、529年にユスティニアヌス1世によって閉鎖されるまで、アカデメイアと対抗しながら存続した。
紀元前323年にアレクサンドロス大王が没すると、広大なアレクサンドロス帝国は政情不安に陥り、マケドニアの支配力は大きく減退した。これに伴ってアテナイではマケドニア人に対する迫害が起こったため、紀元前323年、61歳頃、母方の故郷であるエウボイア島のカルキスに身を寄せた。しかし、そこで病に倒れ（あるいは毒人参をあおったとも）、紀元前322年、62歳で死去している。

## 思想

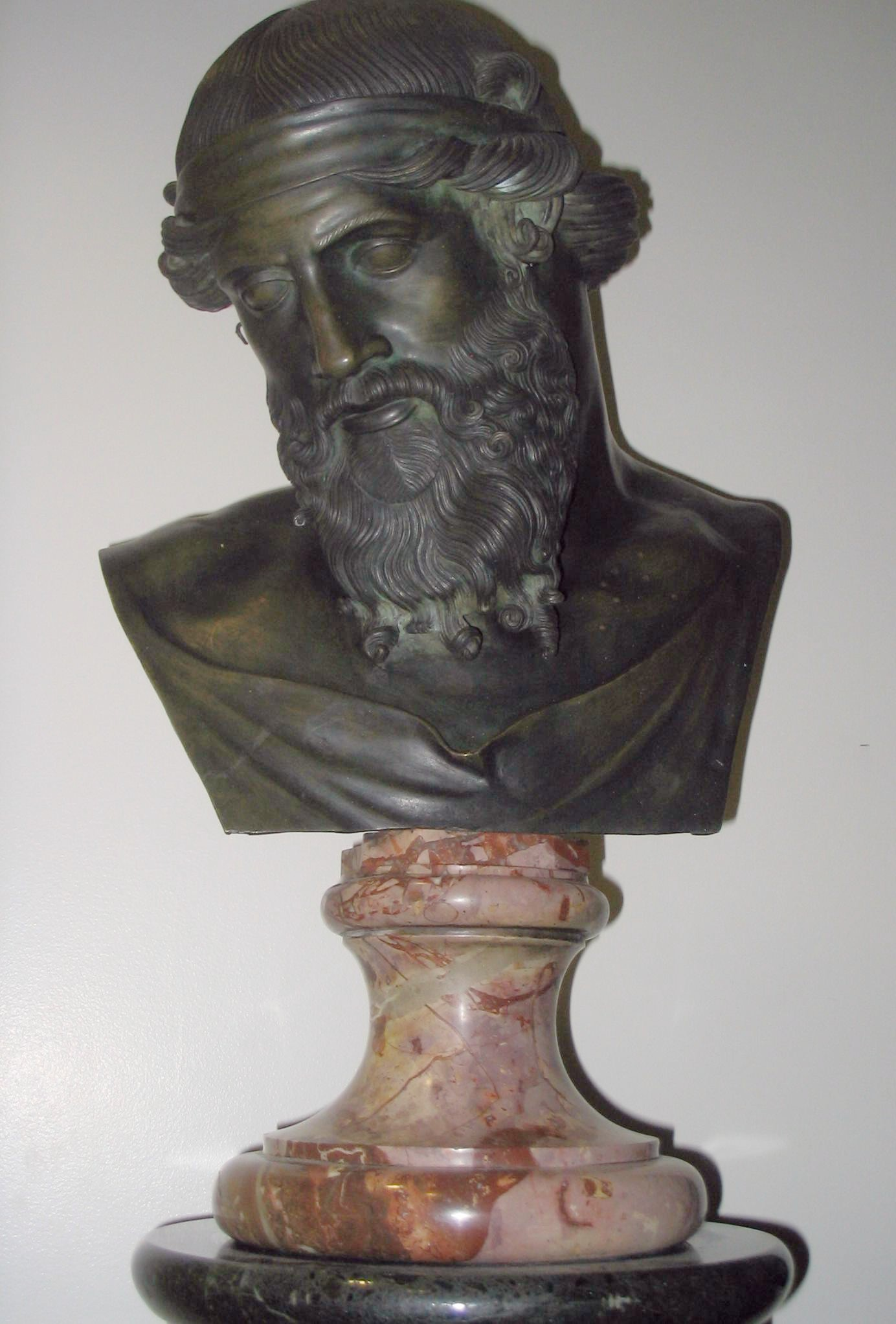

アリストテレスの著作は元々550巻ほどあったともされるが、そのうち現存しているのは約3分の1である。ほとんどが講義のためのノート、あるいは自分用に認めた研究ノートであり、公開を想定していなかったため簡潔な文体で書かれている。この著作はリュケイオンに残されていたものの、アレクサンドリア図書館が建設され資料を収集しはじめると、その資料は小アジアに隠され、そのまま忘れ去られた。この資料はおよそ2世紀後の紀元前1世紀に再発見され、リュケイオンに戻された。この資料はペリパトス学派の11代目学頭であるロドス島のアンドロニコスによって紀元前30年頃に整理・編集された。それが現在、『アリストテレス全集』と呼称されている文献である。したがって、われわれに残されている記述はアリストテレスが意図したものと異なっている可能性が高い。
キケロらの証言によれば、師プラトン同様、アリストテレスもいくつか対話篇を書いたようであるが、まとまった形で伝存しているものはない。
アリストテレスは、「論理学」があらゆる学問成果を手に入れるための「道具」（オルガノン）であることを前提とした上で、学問体系を「理論」（テオリア）、「実践」（プラクシス）、「制作」（ポイエーシス）に三分し、理論学を「自然学」、「形而上学」、実践学を「政治学」、「倫理学」、制作学を「詩学」に分類した。

### 論理学
アリストテレスの師プラトンは、対話によって真実を追究していく問答法を哲学の唯一の方法論としたが、アリストテレスは経験的事象を元に演繹的に真実を導き出す分析論を重視した。このような手法は論理学として三段論法などの形で体系化された。
アリストテレスの死去した後、かれの論理学の成果は『オルガノン（古希: Ὄργανον、羅: Organum、英: Organon）』6巻として集大成され、これを元に中世の学徒が論理学の研究を行った。

### 自然学（第二哲学）
アリストテレスによる自然学に関する論述は、物理学、天文学、気象学、動物学、植物学等多岐にわたる。
プラトンは「イデア」こそが真の実在であるとした（実在形相説）が、アリストテレスは、可感的かつ形相が質料と不可分に結合した「個物」こそが基本的実在（第一実体）であり、それらに適応される「類の概念」を第二実体とした（個物形相説）。さまざまな物体の特性を決定づけているのは、「温」と「冷」、「乾」と「湿」の対立する性質の組み合わせであり、これらの基礎には火・空気・水・土の四大元素が想定されている。これはエンペドクレスの4元素論を基礎としているが、より現実事象、感覚知見に根ざしたものとなっている。
アリストテレスの宇宙論は、同心円による諸球状の階層的重なりの無限大的な天球構造をしたものとして論じている。世界の中心に地球があり、その外側に月、水星、金星、太陽、その他の惑星らの運行域にそれぞれ割り当てられた各層天球があるとした構成を呈示する。これらの天球層は、前述の4元素とは異なる完全元素である第5元素「アイテール」（エーテル）に帰属する元素から成るとする。そして「その天球アイテール」中に存在するがゆえに、太陽を含めたそれらの諸天体（諸惑星）は、それぞれの天球内上を永遠に円運動しているとした。加えてそれらの天外層の上には、さらに無数の星々、いわゆる諸々の恒星が張り付いている別の天球があり、他の諸天球に被いかぶさるかたちで周回転運動をしている。さらにまた、その最上位なる天外層上には「不動の動者」である世界全体に関わる「第一動者」が存在し、すべての運動の究極の原因（者）がまさにそれであるとする。（これは総じて、アリストテレスの天界宇宙論ともなるが、あとに続く『形而上学』（自然学の後の書）においては、その「第一動者」を 彼は、「神」とも呼んでいる。）
アリストテレスの自然学研究の中で最も顕著な成果を上げているのは生物学、特に動物学の研究である。生物学では、自然発生説をとっている。その研究の特徴は系統的かつ網羅的な経験事実の収集である。数百種にわたる生物を詳細に観察し、かなり多くの種の解剖にも着手している。特に、海洋に生息する生物の記述は詳細なものである。また、鶏の受精卵に穴を空け、発生の過程を詳しく観察している。
一切の生物はプシュケー（希: ψυχη、和訳では霊魂とする）を有しており、これを以て無生物と区別されるとした。この場合のプシュケーは生物の形相であり（『ペリ・プシュケース』第2巻第1章）、栄養摂取能力、感覚能力、運動能力、思考能力によって規定される（『ペリ・プシュケース』第2巻第2章）。また、感覚と運動能力をもつ生物を動物、もたない生物を植物に二分する生物の分類法を提示している（ただし、『動物誌』第6巻第1章では、植物と動物の中間にいるような生物の存在を示唆している）。
さらに、人間は理性（作用する理性〔ヌース・ポイエーティコン〕、受動理性〔ヌース・パテーティコン〕）によって現象を認識するので、他の動物とは区別される、としている。

#### 二元的宇宙像について
アリストテレス自然学では、月下の世界は土・水・空気・火の四元素より成り、それらは相互に移り変わることが可能としている。この月より下の常に転化して生成・変化・消滅を繰り返す世界は「地上界」と呼ばれる。それに対して月とそれより先のエーテルよりなる世界では決して転化することがなく、生成や消滅は見られない。この不変の世界は「天上界」と呼ばれる。アリストテレスはそれぞれの世界は別な法則に従っていると考えた。この考え方は二元的宇宙像（論）と呼ばれている。
このアリストテレスによる二元的宇宙像は、バビロニアでの日食や月食などの現象が「地上の物体に作用する」という考え方と結びついて、「地上界の出来事には必然的に天上界が作用している」という考え方の基本となった。月齢による海の干満や曇りの日でも花が太陽の方向を向く植物などから、当時の人々から見ればこれは当然であった。この考えは、地上界の出来事の原因を天上界（つまり星の動き）に求める占星術（学）が隆盛するもとともなった。プトレマイオスはこの法則性を綿密に探るために彼の著書「アルマゲスト」で、将来の惑星の動きを（誤差は大きかったが）計算して予測できる宇宙モデルを初めて構築した。そして著書「テトラビブロス」では、天上界が及ぼす地上界への影響の法則性を探ろうとした。これは実証学的な学問だった。
ところが、占星術は天上界による地上界への影響がはっきりしないまま、星の動きを「未来を指し示す予兆」と捉える星占い（ホロスコープ）として、幅広く民衆に広がっていった。他方、この人々に広がった星占いは、12世紀以降にエフェメリス（天体暦）やアルマナック（生活暦）という惑星を含む天体の正確な運行という強い需要を喚起し、後に天文学が発展する動機ともなった。
天上界が及ぼす地上界への影響の法則性を探ろうとした例として、16世紀のデンマークの天文学者チコ・ブラーエがある。彼は占星学の研究者でもあり、彼が精巧な天文観測装置を作った動機の一つとして、天上界の地上界への影響の法則を正確に捉えられないのは観測精度が足らないと考えたことがある。そして天上界が及ぼす地上界への影響が最も現れるものの一つとして気象を取り上げた。彼は天文観測しながら1582年の10月から1597年の4月まで、15年間にわたってヴェーン島で気象観測の記録を残している。これは占星気象学の検証のためと思われている。
ヨハネス・ケプラーは占星術者としても有名であり、彼の著書『調停者』でも1592 年から1609年までの16 年間にわたって気象観測を継続して、その間に観測された星相と天候異常の関係の実例をいくつも記している。また著書『調和』の中でも「ひたすら天候を観察し、そういう天候を引き起こす星相の考察をしたかからであった。すなわち、惑星が合になるか、一般に占星術師が弘布した星相になると、そのたびに決まって大気の状態が乱れるのを私は認めてきた。」と述べている。
この「天上界」と「地上界」という考え方が終焉するのは、ニュートンによる万有引力の法則の発見によってである。この法則によって天上界と地上界とに同じ法則が適用できることがわかった。この法則は天上界と地上界の区別を消し去り、これを彼は万有引力（universal gravitation）と名付けた。
このようにアリストテレスの二元的宇宙像は、後世に大きな影響を与えた。

### 形而上学（第一哲学）

#### 原因について
アリストテレスの師プラトンは、感覚界を超越したイデアが個物から離れて実在するというイデア論を唱えたが、アリストテレスはイデア論を批判して、個物に内在するエイドス（形相）とヒュレー（質料）の概念を提唱した。
また、アリストテレスは、世界に生起する現象の原因には「質料因」と「形相因」があるとし、後者をさらに「動力因（作用因）」、「形相因」、「目的因」の3つに分けて、都合4つの原因（アイティア aitia）があるとした（四原因説）（『形而上学』A巻『自然学』第2巻第3章等）。
事物が何でできているかが「質料因」、そのものの実体であり本質であるのが「形相因」、運動や変化を引き起こす始源（アルケー・キネーセオース）は「動力因」（ト・ディア・ティ）、そして、それが目指している終局（ト・テロス）が「目的因」（ト・フー・ヘネカ）である。存在者を動態的に見たとき、潜在的には可能であるものが、素材としての可能態（デュナミス）であり、それと、すでに生成したもので思考が具体化した現実態（エネルゲイア）とを区別した。
万物が可能態から現実態への生成のうちにあり、質料をもたない純粋形相として最高の現実性を備えたものは、「神」（不動の動者）と呼ばれる。イブン・スィーナーら中世のイスラム哲学者・神学者や、トマス・アクィナス等の中世のキリスト教神学者は、この「神」概念に影響を受け、彼らの宗教（キリスト教・イスラム教）の神（ヤハウェ・アッラーフ）と同一視した。

#### 範疇論
アリストテレスは、述語（AはBであるというときのBにあたる）の種類を、範疇として下記のように区分する。すなわち「実体」「性質」「量」「関係」「能動」「受動」「場所」「時間」「姿勢」「所有」（『カテゴリー論』第4章）。ここでいう「実体」は普遍者であって、種や類をあらわし、述語としても用いられる（第二実体）。これに対して、述語としては用いられない基体としての第一実体があり、形相と質料の両者からなる個物がこれに対応する。

### 倫理学
アリストテレスは、倫理学を創始した。
一定の住み処で人々が暮らすためには慣習や道徳、規範が生まれる。古代ギリシャではそれぞれのポリスがその母体であったのだが、アリストテレスは、エートス(住み処)の基底となるものが何かを問い、人間存在にとって求めるに値するもの(善)が数ある中で、それらを統括する究極の善(最高善)を明らかにし、基礎付ける哲学を実践哲学として確立した。
アリストテレスによると、人間の営為にはすべて目的（善）があり、それらの目的の最上位には、それ自身が目的である「最高善」があるとした。人間にとって最高善とは、幸福、それも卓越性（アレテー）における活動のもたらす満足のことである。幸福とは、たんに快楽を得ることだけではなく、政治を実践し、または、人間の霊魂が、固有の形相である理性を発展させることが人間の幸福であると説いた（幸福主義）。
また、理性的に生きるためには、中庸を守ることが重要であるとも説いた。中庸に当たるのは、
- 恐怖と平然に関しては勇敢、
- 快楽と苦痛に関しては節制、
- 財貨に関しては寛厚と豪華（豪気）、
- 名誉に関しては矜持、
- 怒りに関しては温和、
- 交際に関しては親愛と真実と機知

である。ただし、羞恥は情念であっても徳ではなく、羞恥は仮言的にだけよきものであり、徳においては醜い行為そのものが許されないとした。
また、各々にふさわしい分け前を配分する配分的正義（幾何学的比例）と、損なわれた均衡を回復するための裁判官的な矯正的正義（算術的比例）、これに加えて〈等価〉交換的正義とを区別した。
アリストテレスの倫理学は、ダンテ・アリギエーリにも大きな影響を与えた。ダンテは『帝政論』において『ニコマコス倫理学』を継承しており、『神曲』地獄篇における地獄の階層構造も、この『倫理学』の分類に拠っている。
なお、彼の著作である『ニコマコス倫理学』の「ニコマコス」とは、アリストテレスの父の名前であり、子の名前でもあるニコマスから命名された。

### 政治学
アリストテレスは『政治学』を著したが、政治学を倫理学の延長線上に考えた。「人間は政治的生物である」とかれは定義する。自足して、共同の必要のないものは神であり、共同できないものは野獣である。両者とは異なって、人間はあくまでも社会的存在である。国家のあり方は王制、貴族制、ポリティア、その逸脱としての僭主制、寡頭制、民主制に区分される。王制は、父と息子、貴族制は夫と妻、ポリティアは兄と弟の関係にその原型をもつと言われる（ニコマコス倫理学）。
アリストテレス自身は、ひと目で見渡せる小規模のポリスを理想としたが、アレクサンドロス大王の登場と退場の舞台となったこの時代、情勢は世界国家の形成へ向かっており、古代ギリシアの伝統的都市国家体制は過去のものとなりつつあった。

### 文学
アリストテレスによれば、芸術創作活動の基本的原理は模倣（ミメーシス）である。文学は言語を使用しての模倣であり、理想像の模倣が悲劇の成立には必要不可欠である。作品受容の目的は心情の浄化としてのカタルシスであり、悲劇の効果は急転（ペリペテイア）と、人物再認（アナグノーリシス）との巧拙によるという。古典的作劇術の三一致の法則は、かれの『詩学』にその根拠を求めている。

## 著作
アリストテレスは、紀元前4世紀に、アテナイに創建された学園「リュケイオン」での教育用のテキストと、専門家向けの論文の二種類の著作を著したとされているが、前者はいずれも散逸したため、今日伝承されているアリストテレスの著作はいずれも後者の専門家向けに著述した論文である。
現在の『アリストテレス全集』は、ロドス島出身の学者であり逍遥学派（ペリパトス派）の第11代学頭でもあったアンドロニコスが紀元前1世紀にローマで編纂した遺稿が原型となっている。ただし、プラトンの場合と同じく、この中にも（逍遙学派（ペリパトス派）の後輩達の作や、後世の創作といった）アリストテレスの手によらない偽書がいくつか混ざっている。
ルネサンス期に至り、15-16世紀頃から印刷術・印刷業が確立・発達するに伴い、アリストテレスの著作も様々な印刷工房から出版され、一般に普及するようになった。
現在は、1831年に出版された、ドイツの文献学者イマヌエル・ベッカー校訂、プロイセン王立アカデミー刊行による『アリストテレス全集』、通称「ベッカー版」が、標準的な底本となっている。これは各ページが左右二段組み（二分割）になっているギリシャ語原文の書籍である。現在でも、アリストテレス著作の訳文には、「984a1」といった数字とアルファベットが付記されることが多いが、これは「ベッカー版」のページ数・左右欄区別（左欄はa、右欄はb）・行数を表している。
なお、現在『アリストテレス全集』に含まれている作品の内、『アテナイ人の国制』だけは、1890年にエジプトで発見され、大英博物館に引き取られたパピルス写本から復元されたものであり、「ベッカー版」には含まれておらず、その後に追加されたものである。

### テキストの伝来について
3世紀のディオゲネス・ラエルティオスの『哲学者列伝』ではアリストテレスの著作143書名を挙げ、その中に『正義について』『詩人について』『哲学について』『政治家について』『グリュロス（弁論術について）』『ネリントス』『ソフィスト』『メネクセノス』『エロースについて』『饗宴』など、おそらくプラトンの対話編に倣って書かれた公開的著作が存在していた。それらは現在では殆ど失われ、部分的に他の著作者の引用などで断片が知られるのみである。
また『哲学者列伝』では現代まで伝わっている『形而上学』や『トピカ』などの主著を欠いているが、5・６世紀頃とされる伝ヘシュキオスの『オノマトロゴイ』ではそれらを含めた拡充された著作リストを挙げている。この事実はディオゲネスに知られた著作群の系統と、他の伝来系統が存在していることを示唆しており、『オノマトロゴイ』の時代にはそれらが一つとして統合されていたことが考えられる。
ストラボンの『ゲオグラピカ』の伝えるところによれば、アリストテレスは自分の集めた文庫（ビブリオテーケー）をテオプラストスに譲り、テオプラストスはコリスコスの子のネレウスに譲った。ネレウスは小アジアのスケプシス（現トルコ領クルシュンル・テペ）に持ち帰り、彼は後継者たちに譲ったが、後継者たちは学問に通じておらず文庫を封印したままにして手を着けることがなかった。ペルガモンのアッタロス朝の王たちが自分たちの文庫のために書籍を収集していることを知り、奪われることを恐れた人たちはそれを地下倉に隠し、その破損が進んでしまった。その後に、前1世紀のアテナイの富豪・書籍の収集家であったアペリコンにそれらを売却した。アペリコンはそれを何とか修復して公にしたが、十分な出来とは言えずペリパトス派の哲学者たちはまともに勉強もできない状況であった。アペリコンの死後、ローマのスッラがアテナイを占領し、アペリコンの文庫をローマへと持ち帰り、それを専門家のテュラニオンに委ねた。
プルタルコスの『対比列伝・スッラ伝』ではその続きの顛末が記されている。文庫にはアリストテレスとテオプラトスの書物の大部分が含まれていたが、テュラニオンがその大部分を整理した。そしてロドスのアンドロニコスがそれを転写することを許され、公にし今に行われている著作目録の形にでまとめ上げた。ここにおいてようやくペリパトス派の哲学者たちもアリストテレスやテオプラストスの著作を精確に知ることが出来るようになり、それ以前の同派の哲学者たちはその機会がなかった。
アンドロニコスは転写した資料を内容に応じて分類し、独自に配列してこれを公刊した。この形式が中世においてアリストテレス全集の方式においても受け継がれている。ピロポノスは『自然学註解』において、シドンのポエトスは自然学から学問を始めるべきだと主張したが、彼の師であるアンドロニコスは論理学をもって始めるべきだとしたと伝えている。現在のアリストテレス全集の形式において、論理学諸書（オルガノン）が劈頭に置かれるのはアンドロニコスに由来するということを考えることができる。

### 公開的著作・対話篇
アリストテレス自身が多数の人に見せることを想定して公開した著作が多数あった。殆どが散逸してしまったが、後世に伝わっている引用や証言などの断片から、ある程度内容を知ることが出来るものもある。
- 『エウデモス』または『魂について』　プラトンの『パイドン』にならって書かれた対話篇である。エウデモスはアリストテレスのアカデメイアでの学友であり、彼はディオンのシュライクサイでの戦争に参加して戦死した。アリストテレスは彼を記念して“エウデモス”の名を冠した著作を書き、霊魂の不滅を論じた。エウデモス没後（前357年）まもなく書かれたものと推測され、アリストテレスの著作で制作年代を唯一確定できるものである。

- 『哲学のすすめ』　原題“プロトレプティコス”は「勧奨」を意味する。イアンブリコスの同名の書に大部分が引用されているので、ほぼ全編を再構成することができる。一説によれば、当時アテナイにはプラトンのアカデメイアの他にイソクラテスの弁論術の学校があったが、イソクラテスはアカデメイアを批判して『アンティドシス（英語版）』を公表した。『哲学のすすめ』はそれに対する反論とも言われている。

- 『哲学について』　後に『自然学』や『形而上学』Λ巻で述べられているような世界の構成および絶対者についての議論が行われている。知恵（ソフィア）の意味の変遷史、霊魂と自然世界から神を探求する二つの方法、アイテール界において円運動を行い、純粋知の純粋認識を行う天体的・知性的存在である神々について、最後にアイテールが魂、知性の素材となる第五元素であることについて、四つの論点を述べる。

- 『グリュロス』　クセノポンの子グリュロスの為に書かれた弁論術に関する対話篇。著作の最も初期に属する。

- 『詩人について』　詩人についての伝記や逸話を収録したものと考えられる。『詩学』においても言及されている。

- 『饗宴』　あるいは「酩酊について」。プラトンの『饗宴』と同名だが内容は宴席での振る舞いなどについて語っている。

- 『王であることについて』　『アレクサンドロス』と同じくマケドニア王国で王子の教師として招聘された後に、アレクサンドロスのために書かれたもの。

- 『アレクサンドロス、あるいは植民者について』

- 『ソフィスト』

- 『ネリントス』

- 『恋愛論』

- 『富について』

- 『祈りについて』

- 『生まれのよさについて』

- 『快楽について』

- 『教育について』

- 『政治家』

- 『正義について』

### 論理学
- 『オルガノン』（古希: Όργανον）
  - 『範疇論』（古希: Κατηγορίαι、『カテゴリー論』とも）
  - 『命題論』（古希: Περὶ Ἑρμηνείας）
  - 『分析論前書』（古希: Αναλυτικων πρότερων）
  - 『分析論後書』（古希: Αναλυτικων υστερων）
  - 『トピカ』（古希: Τόποι、羅: Topica）
  - 『詭弁論駁論』（古希: Σοφιστικοὶ Ἔλεγχοι）

### 自然学
- 『自然学』（古希: Φυσικῆς ἀκροάσεως）
- 『天体論』（古希: Περὶ οὐρανοῦ）
- 『生成消滅論』（古希: Περὶ γενέσεως καὶ φθορᾶς）
- 『気象論』（古希: Περὶ Μετεωρολογικῶν または Μετεωρολογικά）

#### 生物・動物学
- 『霊魂論』（古希: Περὶ Ψυχῆς）
- 『自然学小論集』（古希: Μικρὰ φυσικά、羅: Parva Naturalia）
  - 『感覚と感覚されるものについて』（希: Περὶ αἰσθήσεως καὶ αἰσθητῶν）
  - 『記憶と想起について』（古希: Περί μνήμης και αναμνήσεως）
  - 『睡眠と覚醒について』（古希: Περὶ ύπνου και εγρηγόρσεως）
  - 『夢について』（古希: Περὶ ἐνυπνίων）
  - 『夢占いについて』（古希: Περὶ τῆς καθ᾽ ὕπνον μαντικῆς）
  - 『長命と短命について』（古希: Περὶ μακροβιότητος καὶ βραχυβιότητος）
  - 『青年と老年について、生と死について、呼吸について』（古希: Περὶ νεότητος καὶ γήρως, καὶ ζωῆς καὶ θανάτου, καὶ ἀναπνοῆς）
- 『動物誌』（古希: Περὶ Τὰ Ζῷα Ἱστορίαι）
- 『動物部分論』（古希: Περὶ ζώων μορίων）
- 『動物運動論』（古希: Περὶ ζώων κινήσεως）
- 『動物進行論』（古希: Περὶ πορειας ζωων）
- 『動物発生論』（古希: Περὶ ζωων γενεσεως）

### 形而上学
- 『形而上学』（古希: Μεταφυσικά）

### 倫理学
- 『ニコマコス倫理学』（古希: Ἠθικὰ Νικομάχεια）
- 『大道徳学』（古希: Ηθικά Μεγάλα、羅: Magna Moralia, マグナ・モラリア）
- 『エウデモス倫理学』（古希: Ηθικά Εὔδημια）

### 政治学
- 『政治学』（古希: Πολιτικά）
- 『アテナイ人の国制』（古希: Ἀθηναίων πολιτεία）

### レトリックと詩学
- 『弁論術』（古希: τέχνη ῥητορική）
- 『詩学』（古希: Περὶ ποιητικῆς）

### 偽書
ほとんどはペリパトス派（逍遙学派）の後輩たちの手による著作である。
- 『宇宙論』（古希: Περὶ κόσμου）
- 『気息について』（古希: Περὶ πνεύματος）
- 『小品集』（羅: Opuscula）
  - 『色について』（古希: Περὶ χρωμάτων）
  - 『聞こえるものについて』（古希: Περὶ ακουστῶν）
  - 『人相学』（古希: Φυσιογνωμονικά）
  - 『植物について』（古希: Περὶ φυτῶν）
  - 『異聞集』（古希: Περὶ θαυμασίων ἀκουσμάτων）
  - 『機械学』（古希: Μηχανικά）
  - 『不可分の線について』（古希: Περὶ ἀτόμων γραμμῶν）
  - 『風の方位と名称について』（古希: Ἀνέμων θέσεις καὶ προσηγορίαι）
  - 『メリッソス、クセノパネス、ゴルギアスについて』（古希: Περὶ Μελίσσου, Ξενοφάνους καὶ Γοργίου）
- 『問題集』（古希: Προβλήματα）
- 『徳と悪徳について』（古希: Περὶ αρετων και κακιων）
- 『経済学』（古希: Οἰκονομικά、『家政学（家政術・家政論）』『オイコノミカ』とも）
- 『アレクサンドロスに贈る弁論術』（古希: Ρητορική προς Αλέξανδρον）

## 後世への影響
テオプラトスの没後、アリストテレスの主要テキストは早くも失伝し、ペリパトス派の目立った研究者は現れなかったが、ローマ時代に入るとテキストが再発見され公刊された。ペリパトス派では2世紀のアスパシオスが広範囲に注解を施したことが知られ、ボエティウスによりたびたび言及されているが、現在ではニコマコス倫理学の一部分しか残存していない。3世紀前半には学頭であったアフロディシアスのアレクサンドロスが本格的注解を著した。その優れた内容から“注解者”と呼称されるようになったが、これがペリパトス派直系による最後の主要な研究成果というものであった。それ以後はテミスティオスのように独自の研究者もあったが、主にネオ・プラトニストによってアリストテレスの研究は行われた。ポルピュリオスのアリストテレス論理学の入門書『エイサゴーゲー』は、ラテン語やアラビア語にも翻訳されて東西世界に影響を及ぼした。アテナイ学派ではシュリアノスが『形而上学』について（批判的に）注解し、キリキアのシンプリキオスは『自然学』について浩瀚な注解を残した。アカデメイア閉鎖を傍らにアレクサンドリア学派のアンモニオス、小オリュンピオドロスらが、プラトンに対するのと勝るとも劣らない熱意を以てアリストテレスを研究した。そこにはピロポノス、エリアスといったキリスト教徒の子弟もいた。アレクサンドリアの学校の閉鎖の後は、コンスタンティノープルがギリシャ語圏における哲学の中心地となり、12世紀にはエフェソスのミカエルやエウストラティオスといった註解者が現れた。
後世「万学の祖」と称されるように、アリストテレスのもたらした知識体系は網羅的であり、当時としては完成度が高く、偉大なものであった。しかし、アリストテレスの学説の多くはローマ帝国崩壊後の混乱によって、西ヨーロッパではいったんほとんどが忘れ去られた。ただし、6世紀にボエティウスが『範疇論』と『命題論』をラテン語訳しており、これによってわずかにアリストテレスの学説が伝えられ、中世のアリストテレス研究の端緒となった。一方、西ヨーロッパで衰退したアリストテレスの学説は、東方のビザンツ帝国においてはよく維持された。12世紀の皇帝アレクシオス1世の皇女アンナ・コムネナは自身が記した歴史書『アレクシアス（アレクシオス1世伝）』の序文で自らについて「アリストテレスの諸学とプラトンの対話作品を精読」したと記している。529年にユスティニアヌス1世によってリュケイオンが閉鎖された後は、サーサーン朝ペルシアに移住したネストリウス派のキリスト教徒によって知識は保持され続けた。彼らはペルシア南西部のジュンディーシャープールに移住し、国王ホスロー1世の庇護のもとでこの時期にアリストテレスの著作のギリシア語からシリア語への翻訳が行われている。こうした文献は、830年にアッバース朝の第7代カリフ・マームーンが、バグダードに設立した知恵の館に収集され、シリア語やギリシア語からアラビア語への翻訳が行われた。この大翻訳事業によって訳されたアリストテレスの著作はイスラム文明に巨大な影響を与え、イスラム科学の隆盛の礎を築いた。なかでも、イブン・スィーナーはアリストテレスの影響を大きく受けており、アリストテレス哲学とイスラム科学との橋渡しの役割を果たした。
こうして保持され進化したアリストテレス哲学は、1150年から1210年にかけてアラビア語からラテン語にいくつかのアリストテレスの著作が翻訳されたことにより、ヨーロッパに再導入された。アリストテレスの学説はスコラ学に大きな影響を与え、13世紀のトマス・アクィナスによる神学への導入を経て、中世ヨーロッパの学者たちから支持されることになる。しかし、アリストテレスの諸説の妥当な部分だけでなく、混入した誤謬までもが無批判に支持されることになった。
例えば、現代の物理学、生物学に関る説では、レウキッポスとデモクリトスの「原子論」や「脳が知的活動の中心」という説に対する、アリストテレスの「四元素論」や「脳は血液を冷やす機関」という説等も信奉され続けることになり、中世に至るまでこの学説に異論を唱える者は出てこなかった。
さらに、ガリレオ・ガリレイは太陽中心説（地動説）を巡って生涯アリストテレス学派と対立し、結果として裁判にまで巻き込まれることになった。当時のアリストテレス学派は、望遠鏡を「アリストテレスを侮辱する悪魔の道具」と見なし、覗くことすら拒んだとも言われる。古代ギリシアにおいて大いに科学を進歩させたアリストテレスの説が、後の時代には逆にそれを遅らせてしまったという皮肉な事態を招いたことになる。また近い時代、インディオの奴隷化を正当化する根拠として『政治学』が利用された（バリャドリッド論争）。
ただ、その後の哲学におけるアリストテレスの影響も忘れてはならない。例えば、エドムント・フッサールの師であった哲学者フランツ・ブレンターノは、志向性という概念は自分が発見したものではなく、アリストテレスやスコラ哲学がすでに知っていたものであることを強調している。
他
立花隆は「アリストテレスの誤りの原因は、もっぱら思弁に基づき頭で作り上げた理論の部分で、事実に立脚しておらずそれが原因で近代科学によって崩れたが、その後「事実を見出してゆくこと(Fact finding)」が原理となった」と述べた。

## エピソード
ウニ類の正形類とタコノマクラ類がもっている口器をアリストテレスの提灯と呼ぶ。アリストテレスがこの口器の構造を調べて記録していることから、その名がつけられた。
中世ヨーロッパには、アリストテレスが四つん這いになり美女を背に乗せた、という伝承があった（アリストテレスとフィリス）。
A・E・ヴァン・ヴォークトのSF作品『非Aの世界』のAはアリストテレスのことで、一般意味論から出た言葉である。
1941年からギリシャで発行されていた旧1ドラクマ紙幣に肖像が使用されていた。